# Karl von Beaulieu-Marconnay

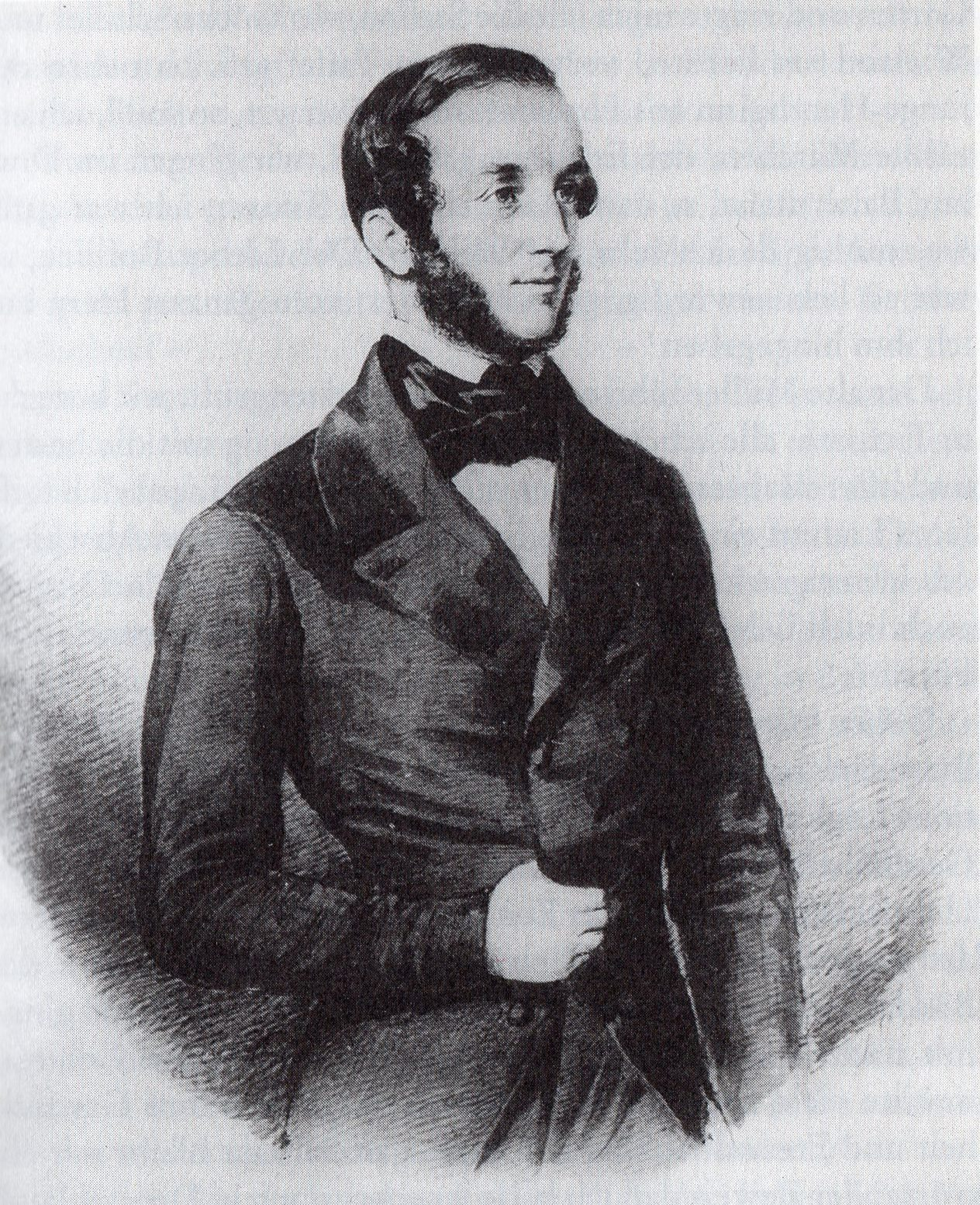
Karl Freiherr von Beaulieu-Marconnay

Karl Olivier Freiherr von Beaulieu-Marconnay (* 5. September 1811 in Minden; † 8. April 1889 in Dresden) war ein deutscher Diplomat, Schriftsteller und Kulturhistoriker in Sachsen-Weimar-Eisenach.

## Leben
Beaulieu-Marconnays Vorfahren waren durch die Aufhebung des Edikts von Nantes 1685 gezwungen, ihre Heimat zu verlassen und siedelten sich in Deutschland an. Die Familie stellte in mehreren deutschen Fürstentümern Beamte und Soldaten, so war Beaulieu-Marconnays Vater der Oldenburgische Geheime Kabinettsrat Wilhelm Ernst von Beaulieu-Marconnay (1786–1859), der auch Mitglied des Oldenburgischen Staatsministeriums war. Sein Onkel war der königlich hannoversche Generalleutnant und Forstmann Carl von Beaulieu-Marconnay (1777–1855).
Beaulieu-Marconnay wurde am 5. September 1811 in Minden geboren. Seine Eltern waren kurz zuvor dorthin gezogen, da Anfang 1811 durch die Invasion Napoleons das Großherzogtum Oldenburg Teil des Französischen Kaiserreichs wurde. Sie befürchteten, da sie trotz ihrer französischer Herkunft in Diensten eines deutschen Fürstenhauses standen, von den neuen Machthabern drangsaliert oder verfolgt zu werden. Außerdem hatte Wilhelm Ernst von Beaulieu-Marconnay zuvor das Barvermögen des nach Russland geflohenen Großherzogs von Oldenburg zur Verwaltung und Auszahlung von Pensionen anvertraut bekommen. Daher zogen sie zu Wilhelm Ernsts Bruder Carl von Beaulieu-Marconnay und dessen Frau Henriette Gräfin von Egloffstein, die sich zu der Zeit in Minden aufhielten.
Nach dem Abzug der Franzosen aus dem Département des Bouches-du-Weser (1813) zog die Familie in das Herzogtum Oldenburg zurück. Beaulieu-Marconnay wuchs in Eutin und Oldenburg (Oldb) auf, wo er auch das Alte Gymnasium Oldenburg besuchte. 1826 begleitete er seinen Vater auf eine Reise nach St. Petersburg, wo er dem Dichter Friedrich Maximilian Klinger begegnete.

### Studium und frühe Karriere
Beaulieu-Marconnay studierte ab Herbst 1829 an der Ruprecht-Karls-Universität Heidelberg und war im Corps Guestphalia Heidelberg aktiv. Ab Ostern 1831 studierte er an der Universität Jena Rechtswissenschaft. Von Jena aus begab sich Beaulieu-Marconnay einige Male nach Weimar, wo er mit Johann Wolfgang von Goethe zusammentraf, der mit seinem Vater in Briefwechsel stand. 1830 unternahm er eine Reise zu Fuß in die Niederlande und wurde Zeuge der Belgischen Revolution, danach hielt er sich für ein Jahr in Frankreich auf, wo er Kameralistik studierte und gleichzeitig mit literarischen und politischen Kreisen in Kontakt kam. 1832 beendete er das Studium an der Georg-August-Universität Göttingen ab. Dort wurde er Mitglied des Corps Oldenburgia. Anschließend trat er wie sein Vater in den Oldenburgischen Staatsdienst.
Gleichzeitig begann er, inspiriert von den literarischen Begegnungen der vorigen Jahre, sich als Literat zu betätigen. So verfasste er während seiner Zeit als Amtsauditor in Jever (1835–39) eine vieraktige Tragikomödie in Versen, die satirisch den Bentinckschen Erbfolgestreit thematisierte, einer zu der Zeit Aufsehen erregenden Episode, bei dem der Prätendent Wilhelm Gustav Friedrich Bentinck sich am 16. Oktober 1836 mit Waffengewalt in den Besitz der Burg Kniphausen bringen wollte – ein Fall mit dem Beaulieu-Marconnay sowohl dienstlich als auch privat befasst war, da er in der Nachbarschaft der Burg lebte und sein Vater Bevollmächtigter des Großherzogtums bei Verhandlungen zur Herrschaft Kniphausen 1825 in Berlin war. Die Satire wurde allerdings nur in Abschriften weiterverbreitet und nie gedruckt. 1839 wurde er an das Amt Rastede versetzt und erhielt ab 1840 einen längeren Urlaub, um als Reisegesellschafter mit dem Prinzen Hermann zu Wied an den Comer See zu reisen. Hier bekam Beaulieu Gelegenheit, die italienische Kultur zu studieren. 1841 wurde er, anfangs als Hilfsarbeiter, in die oldenburgische Finanzkammer berufen und kam so in Kontakt mit verschiedenen Persönlichkeiten der oldenburgischen Hauptstadt, wie etwa Ferdinand von Gall, oldenburgischer Kammerherr und Intendant des Hoftheaters, Theodor von Kobbe und Adolf Stahr.

### In Weimar
1843 wechselte Beaulieu als Geheimer Referendar für die Auswärtigen Angelegenheiten ins Großherzoglich Sächsische Ministerium in Weimar, das er bereits als Student kennen gelernt hatte. Auch hier nahm er wieder Kontakt zu höfischen, gesellschaftlichen und künstlerischen Kreisen der Residenzstadt auf und wurde schnell deren fester Bestandteil. So pflegte er unter anderem Kontakt mit Adolf Schöll, Karl Gutzkow, Ludwig und Friedrich Preller, Apollonius von Maltitz, der von 1841 bis 1865 russischer Geschäftsträger in Weimar war und dort 1870 starb, außerdem mit Franz Liszt. Im Briefwechsel stand er unter anderem mit Willibald Alexis, Emanuel Geibel, Gustav Gans zu Putlitz, Gisbert von Vincke, Otto Roquette, Fanny Lewald und Hans Christian Andersen.
1848 wurde er kurzzeitig zum Justizminister berufen, trat aber schon 1849 durch die von der Reichsverfassungskampagne ausgelösten politischen Unruhen wieder von diesem Posten zurück, um die Stelle des Hofmarschalls anzutreten. 1853 wurde er durch seinen guten Kontakt zur Großherzogin-Witwe Maria Pawlowna Oberhofmeister der bildungsbegeisterten Großherzogin Sophie, Prinzessin der Niederlande und Gemahlin des Großherzogs Karl Alexander. Außerdem wurde er zweimal zum Intendanten des Hoftheaters berufen (1850–52 und 1854–57). Zu dieser Zeit war Franz Liszt Kapellmeister. 1857 gab Beaulieu die Leitung des Hoftheaters an Franz von Dingelstedt ab und widmete sich mehr kulturellen gemeinnützigen Anstalten und Vereinen, so unterstützte er etwa die Frauenvereine des Großherzogthums mit deren Erziehungs- und Hilfsinstituten, sowie auch Kunst und Wissenschaft.
Kulturell betätigte sich Beaulieu-Marconnay auch, indem er das Aufstellen von Denkmälern in Weimar unterstützte. Aus dem von Ludwig Schaller 1850 geschaffenen Herder-Denkmal entnahm er Anregungen für ein Goethe-Schiller –, ein Wieland – und ein Karl August-Standbild. Das Goethe-Schiller-Denkmal schuf Ernst Rietschel und Hanns Gasser das Wieland-Denkmal – beide wurden von Ferdinand von Miller in Bronze gegossen und am 4. September 1857 enthüllt. Auch das von dem Weimarer Adolf von Donndorf geschaffene Reiterstandbild des Großherzogs Karl August, das am 3. September 1875 vor Kaiser Wilhelm I. enthüllt wurde, ging auf Beaulieus Initiative zurück.
1847 war Beaulieu Mitbegründer des Weimarer Mittwochsvereins für Vorträge, an denen jeder wissenschaftlich Gebildete teilnehmen konnte, und hielt selbst eine Reihe von Vorträgen, die seine persönlichen Erfahrungen widerspiegelten. So etwa Vorträge über belgische Revolution von 1830, die Paulskirchenverfassung (1848) und die politischen Parteien, die Trockenlegung des Haarlemmermeeres, die staatsrechtlichen Verhältnisse Kniphausens und den Bentinck’schen Prozess, Hans Sachs, sein Leben und seine Werke, über das Deich- und Sielrecht. Ab dem 7. Dezember 1863 war Beaulieu ebenfalls Vorsitzender des kurzlebigen Vereins für Kunst und Wissenschaft.

### Späte Karriere
Nachdem Beaulieu 1857 die Leitung des Hoftheaters abgegeben hatte, führte er im Auftrag des Weimarer Hofes diplomatische Missionen durch, so etwa nach Sankt Petersburg, Den Haag und 1861 zur Krönung Wilhelms I. in Königsberg. 1864 wurde er zum Gesandten der Ernestinischen Herzogtümer beim Bundestag (Deutscher Bund) in Frankfurt am Main ernannt. Er erlebte im Sommer 1866 die Auflösung des Bundestages und begleitete, von den anderen Ministerien längst abberufen, als Bevollmächtigter des Herzogtums Sachsen-Meiningen den Rumpf-Bundestag noch zu den letzten Sitzungen in den Gasthof Drei Mohren in Augsburg.
Danach trat Beaulieu im Herbst 1866 freiwillig in Pension und zog nach Dresden. Er verblieb allerdings vorläufig noch in der Weimarer Hofstellung und wurde zum Wirklichen Geheimen Rat ernannt. 1885 wurde er bei der auf Anregung von Großherzogin Sophie unter Großherzog Karl Alexander gegründeten Goethe-Gesellschaft in den Vorstand gewählt. Außerdem war er seit 1864 Ehrenmitglied und seit 1879 Meister des Freien Deutschen Hochstifts in Goethes Geburtshaus in Frankfurt – eine Auszeichnung für seine Leistungen auf dem Gebiete der Staatswissenschaften und Geschichtsforschung. Er starb nach schwerer Krankheit am 8. April 1889 in Dresden.

### Familie
Er heiratete am 10. Juni 1847 Leopoldine Christa Ottilie von Staff genannt von Reitzenstein (* 10. Januar 1825; † 16. August 1857), eine Tochter des Generalleutnants Hermann von Staff genannt von Reitzenstein. Das Paar hatte mehrere Kinder:
- Karl Wilhelm Hermann Leo (* 1. Juni 1848; † 19. November 1923), Oberst a. D. ⚭ Klara Antonie von Krosigk-Eichenbarleben
- Flavine (Flavie) Johanna Constanze Luise (* 16. Juni 1851) ⚭ Edgar Strahl Freiherr von Salis-Soglio († 20. Januar 1899), preußischer Oberstleutnant
- Alfred August (* 8. Januar 1854), Arzt in San Jose, Kalifornien[4]

Nach dem Tod seiner ersten Frau heiratete er am 9. November 1859 Anna Freiin von Fritsch, eine Großenkelin des Staatsmannes Jakob Friedrich von Fritsch. Das Paar hatte mehrere Kinder:
- Edmund Karl Isidor (* 2. Oktober 1861), Arzt in Jena
- Karl August Alexander Oliver (* 3. September 1863; † 26. Februar 1945), Ober-Hofmarschall, Generalmajor a. D. ⚭ Barbara von Meibom
- Marie Amelie Dorothee Virginie (* 17. Oktober 1864; † 7. März 1939) I ⚭ 1889 Konrad Lebrecht von Blücher (* 11. August 1855; † 21. Oktober 1895)[6]; II ⚭ Hans von Boehn, Generalmajor
- Ida Luise Auguste Therese (* 5. Dezember 1866) ⚭ Gotthold Graf Vitzthum von Eckstädt, Oberstleutnant
- Sophie Dorothea Augusta Alexandrine (* 10. März 1868; † 20. Dezember 1945), wohnhaft in Dresden
- Viktoria Lucie Marie Ottonie (* 5. August 1870) ⚭ Gerd Graf von Bassewitz-Lühburg

## Werke
- Der Hubertusburger Friede. Leipzig  1871. (Digitalisat)
- Ernst August, Herzog von Sachsen-Weimar (1688–1748). Kulturgeschichtlicher Versuch. S. Hirzel, Leipzig 1872. Digitalisat.
- Anna Amalia, Karl August und der Minister von Fritsch. Weimar 1874.
- Karl von Dalberg und seine Zeit. Weimar 1879.
- Erinnerungen an Alt-Weimar. In: Goethe-Jahrbuch, Hrsg. Ludwig Geiger, 6. Band, Lit. Anstalt Ruetten & Loening, Frankfurt/Main 1885, S. 169–175. (Digitalisat)